# حيدر ديده بان (مقاطعة ديواندرة)
حيدر ديده‌بان (بالفارسية: حیدر دیده‌بان) هي قرية تقع في قسم كاني شيرين الريفي (مقاطعة ديواندرة) في إيران. يقدر عدد سكانها بـ 166 نسمة .